# Mariotto Albertinelli
Mariotto Albertinelli (Firenze, 13 ottobre 1474 – Firenze, 5 novembre 1515) è stato un pittore italiano.

## Biografia

### Gli inizi

Annunciazione Monaco Alte Pinakothek

Figlio dell'orafo Biagio di Bindo Albertinelli, a vent'anni, secondo il Vasari, lascia il laboratorio paterno per dedicarsi alla pittura nella bottega di Cosimo Rosselli, insieme con Piero di Cosimo e Baccio della Porta, poi frate e pittore noto col nome di fra Bartolomeo.
Riferisce il Vasari che Mariotto e Baccio "erano un'anima et un corpo, e fu tra loro tal fratellanza, che quando Baccio partì da Cosimo per far l'arte da sé come maestro, anche Mariotto se n'andò seco, dove alla Porta San Piero Gattolini l'uno e l'altro molto tempo dimorarono, lavorando molte cose insieme; e perché Mariotto non era tanto fondato nel disegno quanto era Baccio, si diede allo studio di quelle anticaglie che erano allora in Fiorenza, la maggior parte e le migliori delle quali erano in casa Medici; e disegnò assai volte alcuni quadretti di mezzo rilievo, che erano sotto la loggia nel giardino di verso San Lorenzo…"
Lavora per Alfonsina Orsini, madre di Lorenzo de' Medici, duca di Urbino e ne fa anche un ritratto ma nel 1494, banditi i Medici da Firenze, torna a lavorare con Baccio della Porta e affaticatosi intorno al naturale et a imitar le cose di Baccio, onde in pochi anni si fece un diligente e pratico maestro. Perché prese tanto animo, vedendo riuscir sì bene le cose sue che, imitando la maniera e l'andar del compagno, era da molti presa la mano di Mariotto per quella del frate.
Le opere prodotte in collaborazione comprendono l'Annunciazione del 1497 per il Duomo di Volterra e la Sacra Famiglia, oggi nel LACMA di Los Angeles, che mostrano influssi del Perugino, di Ridolfo del Ghirlandaio e, per gli aspetti paesaggistici, della pittura fiamminga. Si attribuiscono alla mano dell'Albertinelli i trittici della Vergine col Bambino, angeli e santi del Musée des Beaux–Arts di Chartres, che mostra curiosi anacronismi trecenteschi e della Vergine col Bambino e le sante Caterina d'Alessandria e Barbara del Museo Poldi Pezzoli di Milano.
Ma Baccio si fa frate domenicano nel 1500, prendendo il nome di fra' Bartolomeo e lascia la bottega, al che Mariotto "per il compagno perduto, era quasi smarrito e fuor di se stesso", tanto che, prosegue Vasari, se non avesse tanto malvisto tutti i frati e in particolare il Savonarola, "avrebbe l'amore di Baccio operato talmente, che a forza nel convento medesimo col suo compagno si sarebbe incapucciato egli ancora".
Nel 1501 il committente di un Giudizio universale, oggi nel Museo fiorentino di San Marco, Gerozzo Dini, pretende, avendola già pagata, che l'Albertinelli finisca l'opera lasciata incompiuta da Baccio e Mariotto "all'opra diede fine; dove con diligenza e con amore condusse il resto dell'opera, talmente che molti, non lo sapendo, pensano che d'una sola mano ella sia lavorata. Per il che tal cosa gli diede grandissimo credito nell'arte".

### La maturità artistica

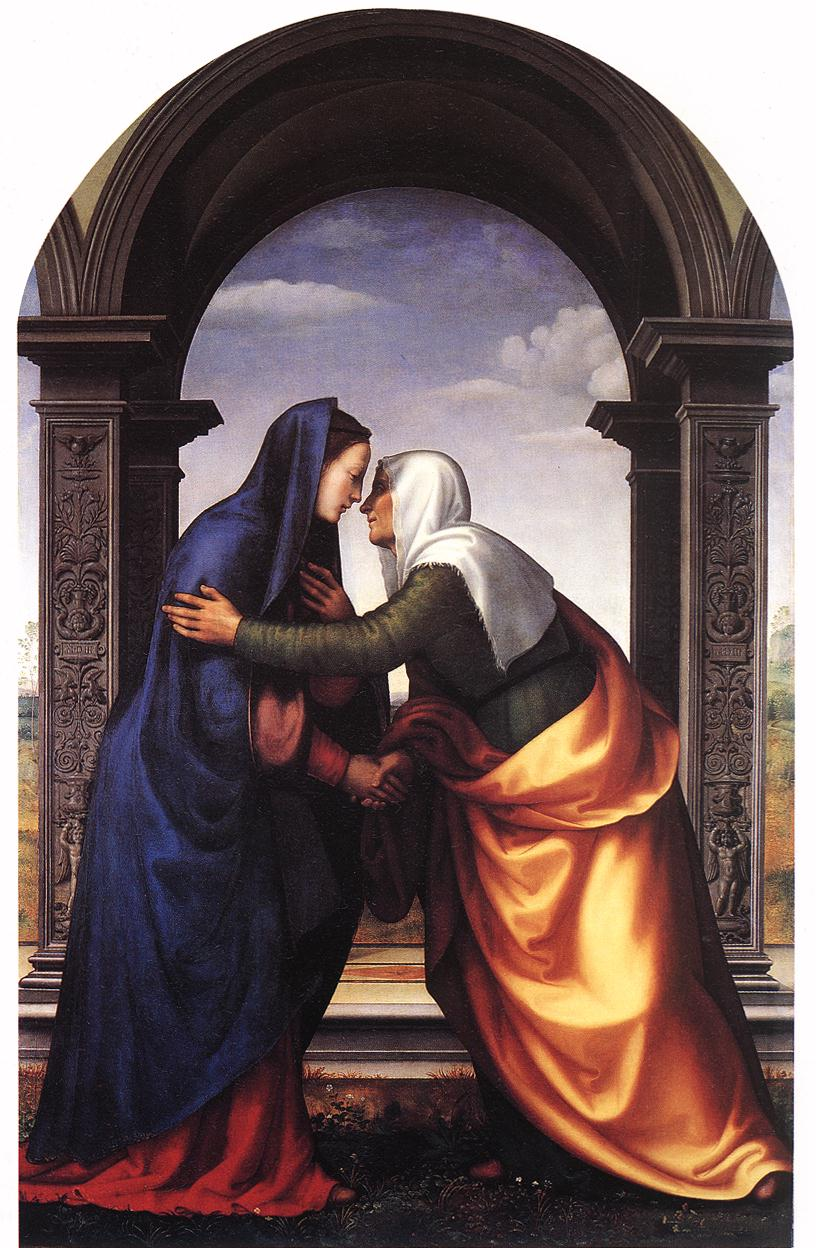
Visitazione, Firenze Uffizi

La monumentale Visitazione del 1503, ora agli Uffizi, si richiama allo spirito di fra Bartolomeo con riferimenti al Perugino nella rappresentazione architettonica e nei colori caldi, ma nell'insieme la composizione è un importante contributo di Mariotto all'arte fiorentina del nuovo secolo. Al contrario, rappresentano un ritorno al Quattrocento sia la Crocifissione del 1505, che la Madonna col Bambino e i santi Gerolamo e Zenobio, al Louvre, e l'Annunciazione di Monaco di Baviera, entrambe del 1506.
Lavorò alla Certosa di Firenze affrescandovi nella Sala capitolare una Crocefissione con la Madonna, santa Maria Maddalena e angeli, "opera lavorata in fresco e con diligenza e con amore assai ben condotta. Ma, non parendo che i frati del mangiare a lor modo li trattassero, alcuni suoi giovani, che seco imparavano l'arte, non lo sapendo Mariotto, avevano contrafatto la chiave di quelle finestre onde si porge a' frati la pietanza, la quale risponde in camera loro; et alcune volte secretamente quando a uno e quando a uno altro rubavano il mangiare. Fu molto romore di questa cosa tra' frati: perché delle cose della gola si risentono così bene come gli altri; ma, facendo ciò i garzoni con molta destrezza et essendo tenuti buone persone, incolpavano coloro alcuni frati che per odio l'un dell'altro il facessero; dove la cosa pur si scoperse un giorno. Per che i frati, acciò che il lavoro si finisse, raddoppiarono la pietanza a Mariotto et a' suoi garzoni, i quali con allegrezza e risa finirono quella opera."
Nel 1505 sposa Antonia Ugolini, figlia di un commerciante di vini; dal 1506 l'Albertinelli lavora per la Congregazione di San Zanobi a un'Annunciazione terminata solo nel 1510 e ora conservata nella Galleria dell'Accademia di Firenze. Si tratta della prima pala del Rinascimento in cui si manifesti una Gloria dei Cieli concepita dinamicamente all'interno di uno spazio strutturato architettonicamente; la vivacità acquisita dal dipinto grazie all'intensità del chiaroscuro, ai colori e al trattamento della luce è una risposta alla sintesi operata nel frattempo da fra Bartolomeo, che andava unendo il colorismo veneziano alla tonalità leonardesca.
Già Vasari aveva colto, a suo modo, la novità del dipinto: "prese a fare nella Compagnia di San Zanobi, allato alla canonica di Santa Maria del Fiore, una tavola della Nunziata e quella con molta fatica condusse. Aveva fatto far lumi a posta, et in su l'opera la volle lavorare, per potere condurre le vedute che alte e lontane erano abbagliate, diminuire e crescere a suo modo. Eragli entrato in fantasia che le pitture che non avevano rilievo e forza et insieme anche dolcezza, non fussino da tenere in pregio; e perché conosceva che elle non si potevon fare uscir del piano senza ombre le quali, avendo troppa oscurità, restano coperte e, se son dolci, non hanno forza, egli arebbe voluto aggiungere con la dolcezza un certo modo di lavorare che l'arte fino allora non gli pareva che avesse fatto a suo modo; onde, perché se gli porse occasione in questa opera di ciò fare, si mise a far perciò fatiche straordinarie, le quali si conoscono in uno Dio Padre che è in aria, et in alcuni putti che son molto rilevati dalla tavola per uno campo scuro d'una prospettiva che egli vi fece col cielo d'una volta intagliata a mezza botte, che girando gli archi di quella e diminuendo le linee al punto, va di maniera in dentro che pare di rilievo; oltra che vi sono alcuni Angeli che volano spargendo fiori, molto graziosi."
"Questa opera fu disfatta e rifatta da Mariotto, innanzi che la conducesse al suo fine, più volte; scambiando ora il colorito o più chiaro, o più scuro e talora più vivace et acceso et ora meno; ma non si satisfacendo a suo modo, né gli parendo avere agiunto con la mano ai pensieri dell'intelletto arebbe voluto trovare un bianco che fusse stato più fiero della biacca: dove egli si mise a purgarla per poter lumeggiare in su i maggior chiari a modo suo; nientedimeno, conosciuto non poter far quello con l'arte che comprende in sé l'ingegno et intelligenzia umana, si contentò di quello che avea fatto, poi che non agiugneva a quel che non si poteva fare; e ne conseguì fra gli artefici di questa opera lode et onore, con credere ancora di cavarne per mezzo di queste fatiche da è padroni molto più utile che non fece, intravenendo discordia fra quegli che la facevano fare e Mariotto. Ma Pietro Perugino, allora vecchio, Ridolfo Ghirlandaio e Francesco Granacci la stimarono e d'accordo il prezzo di essa opera insieme acconciarono."
Nel luglio 1509 il convento di San Marco promuove la sua collaborazione con fra Bartolomeo, con spese e ricavi divisi fra loro a metà, e le opere di Albertinelli mostrano nuovamente l'influsso di fra Bartolomeo e anche dei nuovi interessi luministici in senso leonardesco: così è per le sue Madonne col Bambino di Genova e di Harewood House e della pala della Madonna col Bambino e santi della Galleria dell'Accademia di Firenze. L'Annunciazione di Ginevra è l'unica che rechi la firma comune: FRIS BARTHO OR P ET MARIOTTI FLORENTINOR OPUS 1511.
I disegni preparatori della pala Ferry Carondelet di Besançon testimoniano che il progetto originale di tutta la pala è di Mariotto anche se solo l'Incoronazione di Maria, che ne costituiva la parte superiore e, staccata, è ora conservata alla Staatsgalerie di Stoccarda, è di mano dell'Albertinelli; nell'insieme, è la migliore realizzazione dell'artista e una delle migliori tavole del Cinquecento.
Nel 1510 per le monache di San Giuliano di Firenze fece la pala d'altare con la Madonna col Bambino e i santi Giuliano, Domenico, Nicola e Gerolamo e una Crocefissione con angeli, Dio Padre e la Trinità in campo d'oro, oggi entrambe agli Uffizi.

### Il declino
La loro collaborazione termina il 5 gennaio 1513: secondo il Vasari, era Mariotto "persona inquietissima e carnale nelle cose d'amore e di buon tempo nelle cose del vivere; per che, venendogli in odio le sofisticherie e gli stillamenti di cervello della pittura, et essendo spesso dalle lingue de' pittori morso, come è continua usanza in loro, e per eredità mantenuta, si risolvette darsi a più bassa e meno faticosa e più allegra arte; et aperto una bellissima osteria fuor della porta San Gallo et al ponte Vecchio al Drago una taverna et osteria fece quella molti mesi, dicendo che aveva presa un'arte la quale era senza muscoli, scorti, prospettive e, quel ch'importa più, senza biasmo, e che quella che aveva lasciata era contraria a questa; perché imitava la carne et il sangue, e questa faceva il sangue e la carne, e che quivi ogn'ora si sentiva, avendo buon vino, lodare, et a quella ogni giorno si sentiva biasimare."
Tuttavia ritorna presto alla pittura ma i piccoli dipinti del periodo 1513 – 1515, come la Madonna col Bambino di Venezia, mostrano un intenzionale arcaismo, con rappresentazioni di motivi a rilievo tratti dal Ghiberti, insieme con un accurato realismo paesaggistico derivante dalla pittura fiamminga del XV secolo: l'avversione verso la modernità rinascimentale giunge a una volontaria distorsione delle forme.
La pala d'altare nella Chiesa di San Michele a Volognano, nel comune di Rignano sull'Arno, della Madonna col Bambino e santi Pietro, Paolo, Apollonia, Michele e il committente Zenobi del Vacchia, datata e firmata MARIOTTI FLORENTINI OPUS 1514, è la sua ultima opera terminata dove nuovamente Mariotto torna a forme bartolomesche.
Vasari riferisce di un suo breve viaggio, nel luglio 1515, a Viterbo, nel cui convento di Santa Maria della Quercia avrebbe cominciato una tavola. In realtà era stato fra Bartolomeo della Porta, in quegli anni nel Convento della Quercia, ad iniziare a dipingere la pala dell'altare maggiore rappresentante l'Incoronazione di Maria lasciandola però incompiuta tanto che il convento decise di farla completare da Mariotto, data l'affinità di stile dei due artisti.
Ma l'Albertinelli non completò la tavola - sarà terminata solo nel 1545 da fra Paolino da Pistoia, allievo di fra Bartolomeo – perché poco dopo andò a Roma, dove avrebbe prodotto, nella chiesa di San Silvestro al Quirinale, uno Sposalizio mistico di santa Caterina, citata ancora nella Guida di Roma di Filippo Titi nel 1763 e in quella di Angelo Pellegrini del 1869, del quale non è però rimasta traccia. Tornato a Viterbo, "dove aveva alcuni amori, ai quali, per lo desiderio del non gli avere posseduti, mentre che stette a Roma, volse mostrare ch'era ne la giostra valente, per che fece l'ultimo sforzo; e come quel che non era né molto giovane né valoroso in così fatte imprese, fu sforzato mettersi nel letto. Di che, dando la colpa all'aria di quel luogo, si fé portare a Fiorenza in ceste. E non gli valsero aiuti né ristori, che di quel male si morì in pochi giorni d'età d'anni 45, et in San Pier Maggiore di quella città fu sepolto."
Suoi allievi furono il Franciabigio, il Pontormo, Giuliano Bugiardini e Innocenzo da Imola.

## Opere
- Berlino, Staatliche Museen, Madonna col Bambino, olio su tavola, 1495, attribuita
- Volterra, Duomo, Annunciazione, olio, 1497, con fra Bartolomeo
- Los Angeles, L. A. County Museum, Sacra Famiglia, olio, 1498, con fra Bartolomeo
- Chartres, Musée des Beaux–Arts, Trittico, olio, ca 1500
- Milano, Museo Poldi Pezzoli, Trittico, olio, 1500.
- Firenze, Museo Nazionale di San Marco, Giudizio universale, affresco, 1501, con fra Bartolomeo
- Firenze, Palazzo Pitti: Adorazione del Bambino, olio, ca 1502
- Firenze, Uffizi: Visitazione, olio, 1503
- Firenze, Uffizi, Annunciazione, Natività e Presentazione al Tempio, predella della Visitazione, olio, 1503
- Galluzzo, Certosa di Firenze: Crocefissione, affresco, 1505.
- Parigi, Louvre, Madonna col Bambino e i santi Gerolamo e Zenobio, olio su tavola, 1506.
- New York, Metropolitan Museum, Madonna col Bambino, olio e tempera su tavola, ca 1506.
- Detroit, Detroit Institute of Arts: Adorazione del Bambino, ca 1506
- Monaco di Baviera, Alte Pinakothek, Annunciazione, olio su tavola, ca 1506
- Genova, collezione privata, Madonna col Bambino, olio su tavola, 1509.
- Harewood House, Yorkshire, Madonna col Bambino, olio su tavola, 1509
- Lucca, Museo di Villa Guinigi, Padre Eterno tra le sante Caterina da Siena e Maria Maddalena, olio, 1509, con fra Bartolomeo
- Firenze, Galleria dell'Accademia, Annunciazione, olio su tavola, 1510; Madonna col Bambino e i santi Giuliano, Domenico, Nicola e Gerolamo, ca 1510; Trinità, olio su tavola, ca 1510.
- Lewisburg, Pennsylvania, Bucknell University Art Gallery, Madonna col bambino, olio su tavola, ca 1510
- Columbia, Carolina del Sud, Museum of Art, Madonna col Bambino, santi e angeli, olio, ca 1510, attribuito
- Ginevra, Musée d'Art et d'Histoire, Annunciazione, olio, 1511, con fra Bartolomeo
- Pisa, San Francesco, Madonna col Bambino e i santi Pietro e Paolo, olio, 1511, con fra Bartolomeo
- Roma, Galleria Borghese, Sacra Famiglia con san Giovannino, olio, 1512 con fra Bartolomeo
- Stoccarda, Staatsgalerie, Incoronazione di Maria, olio su tavola, 1512.
- Besançon, Cattedrale, Madonna in Gloria e santi detta pala Ferry Carondelet, olio, 1512, con fra Bartolomeo
- New Haven, Connecticut, Yale University Art Gallery, Il peccato originale e il sacrificio d'Isacco, olio, ca 1512.
- Longniddry, Scozia, collezione privata, Madonna col Bambino, olio, ca 1512
- Bergamo, Accademia Carrara, Caino e Abele, olio su tavola, ca 1513.
- Zagabria, Galleria Slika, Cacciata di Adamo ed Eva, olio su tavola, ca 1513
- Londra, Courtauld Institute Gallery, Creazione, Tentazione e Peccato originale, olio su tavola, ca 1513.
- Canino, Viterbo, chiesa dei Santi Andrea e Giovanni Battista, Madonna col Bambino tra Santi, olio, ca 1514, attribuito
- Volognano, chiesa di San Michele, Madonna con santi e donatore, olio su tavola, 1514
- Venezia, Seminario Patriarcale, Pinacoteca Manfrediniana, Madonna col Bambino, olio, ca 1515
- Roma, chiesa di San Silvestro al Quirinale, Sposalizio mistico di Santa Caterina, 1515, perduto